# Batelov
Batelov – miasteczko (městys) i gmina (obec) w Czechach, w kraju Wysoczyna, w powiecie Igława. W 2022 roku liczyła 2350 mieszkańców.
W miejscowości jest stacja kolejowa  Batelov.